# Markus Keller
Markus Keller (ur. 6 grudnia 1982 w Bottighofen) – szwajcarski snowboardzista, mistrz świata.

## Kariera
Po raz pierwszy na arenie międzynarodowej wystąpił w 2001 roku, startując na mistrzostwach świata juniorów w Nassfeld, gdzie zdobył brązowy medal w halfpipe'ie. Na rozgrywanych rok później mistrzostwach świata juniorów w Rovaniemi był szósty w tej konkurencji, a w snowcrossie zajął 46. miejsce.
W zawodach Pucharu Świata zadebiutował 9 stycznia 2002 roku w Arosie, zajmując trzynaste miejsce w halfpipe’ie. Tym samym już w swoim debiucie wywalczył pierwsze pucharowe punkty. Na podium zawodów tego cyklu po raz pierwszy stanął 23 stycznia w Kreischbergu, kończąc rywalizację w tej konkurencji na trzeciej pozycji. W zawodach tych wyprzedzili go jedynie dwaj rodacy: Risto Mattila z Finlandii i Niemiec Xaver Hoffmann. W kolejnych startach jeszcze jeden raz stanął na podium zawodów PŚ: 14 marca 2009 roku w La Molina był najlepszy w halfpipe’ie. Najlepsze wyniki osiągnął w sezonie 2008/2009, kiedy to zajął 78. miejsce w klasyfikacji generalnej.
Jego największym sukcesem jest złoty medal w halfpipe’ie wywalczony na mistrzostwach świata w Kreischbergu w 2003 roku. Pokonał tam Szweda Stefana Karlssona i Stevena Fishera z USA. Był też między innymi szósty podczas mistrzostw świata w Whistler w 2005 roku. W 2006 roku wystartował na igrzyskach olimpijskich w Turynie, gdzie zajął siódme miejsce w swej koronnej konkurencji. Brał też udział w igrzyskach w Vancouver cztery lata później, kończąc rywalizację na 29. pozycji.
W 2011 roku zakończył karierę.

## Osiągnięcia

### Igrzyska olimpijskie
| Miejsce | Dzień     | Rok  | Miejscowość | Konkurencja | Zwycięzca   |
| ------- | --------- | ---- | ----------- | ----------- | ----------- |
| 7.      | 12 lutego | 2006 | Turyn       | Halfpipe    | Shaun White |
| 29.     | 17 lutego | 2010 | Vancouver   | Halfpipe    | Shaun White |

### Mistrzostwa świata
| Miejsce | Dzień       | Rok  | Miejscowość | Konkurencja | Zwycięzca      |
| ------- | ----------- | ---- | ----------- | ----------- | -------------- |
| 1.      | 17 stycznia | 2003 | Kreischberg | Halfpipe    | -              |
| DNS     | 18 stycznia | 2003 | Kreischberg | Big Air     | Risto Mattila  |
| 18.     | 21 stycznia | 2005 | Whistler    | Big Air     | Antti Autti    |
| 6.      | 22 stycznia | 2005 | Whistler    | Halfpipe    | Antti Autti    |
| 17.     | 20 stycznia | 2007 | Arosa       | Halfpipe    | Mathieu Crepel |

### Puchar Świata

#### Miejsca w klasyfikacji generalnej
- sezon 2001/2002:-
- sezon 2002/2003: -
- sezon 2003/2004: -
- sezon 2004/2005: -
- sezon 2005/2006: 132.
- sezon 2008/2009: 78.

#### Miejsca na podium
1. Kreischberg – 23 stycznia 2004 (halfpipe) - 3. miejsce
2. La Molina – 14 marca 2009 (halfpipe) - 1. miejsce